# Marco Bezzecchi
Marco Bezzecchi (Rimini, 12 november 1998) is een Italiaans motorcoureur.

## Carrière
Tot 2015 nam Bezzecchi deel aan het Italiaanse Moto3-kampioenschap, waarin hij in zijn laatste seizoen kampioen wist te worden. Dat jaar maakte hij tevens zijn debuut in de Moto3-klasse van het wereldkampioenschap wegrace, waarbij hij op een Mahindra in de Grand Prix van Qatar uitkwam als vervanger van de geblesseerde Stefano Manzi en in zijn thuisrace deelnam met een wildcard. Ook in 2016 reed hij twee races als wildcardcoureur op een Mahindra, hij stond aan de start in de Grands Prix van Oostenrijk en Groot-Brittannië.
In 2017 maakte Bezzecchi de fulltime overstap naar het wereldkampioenschap Moto3. Op een zwakke Mahindra wist hij in de eerste helft van het seizoen driemaal in de punten te eindigen. In een natte Grand Prix van Japan wist hij goed om te gaan met de omstandigheden en finishte hij op de derde plaats. Uiteindelijk werd hij met twintig punten 23e in het kampioenschap.
In 2018 stapte Bezzecchi over naar een KTM, nadat Mahindra zich terugtrok uit het kampioenschap. In de tweede Grand Prix in Argentinië behaalde hij, opnieuw in natte omstandigheden, zijn eerste overwinning in het wereldkampioenschap.

## Statistieken

### Grand Prix

#### Per seizoen
| Seizoen | Klasse | Motor    | Team                              | Races | Winst | Podiums | Poles | SR | Ptn  | Pos |
| ------- | ------ | -------- | --------------------------------- | ----- | ----- | ------- | ----- | -- | ---- | --- |
| 2015    | Moto3  | Mahindra | San Carlo Team Italia             | 2     | 0     | 0       | 0     | 0  | 0    | NC  |
| 2015    | Moto3  | Mahindra | Minimoto Portomaggiore            | 2     | 0     | 0       | 0     | 0  | 0    | NC  |
| 2016    | Moto3  | Mahindra | Mahindra Racing                   | 2     | 0     | 0       | 0     | 0  | 0    | 47e |
| 2017    | Moto3  | Mahindra | CIP                               | 18    | 0     | 1       | 0     | 0  | 20   | 23e |
| 2018    | Moto3  | KTM      | Redox PrüstelGP                   | 18    | 3     | 9       | 2     | 0  | 214  | 3e  |
| 2019    | Moto2  | KTM      | Red Bull KTM Tech3                | 19    | 0     | 0       | 0     | 0  | 17   | 23e |
| 2020    | Moto2  | Kalex    | Sky Racing Team VR46              | 15    | 2     | 7       | 1     | 1  | 184  | 4e  |
| 2021    | Moto2  | Kalex    | Sky Racing Team VR46              | 18    | 1     | 7       | 1     | 0  | 214  | 3e  |
| 2022    | MotoGP | Ducati   | Mooney VR46 Racing Team           | 20    | 0     | 1       | 1     | 0  | 111  | 14e |
| 2023    | MotoGP | Ducati   | Mooney VR46 Racing Team           | 20    | 3     | 7       | 3     | 4  | 329  | 3e  |
| 2024    | MotoGP | Ducati   | Pertamina Enduro VR46 Racing Team | 20    | 0     | 1       | 0     | 0  | 153  | 12e |
| 2025*   | MotoGP | Aprilia  | Aprilia Racing                    | 13    | 1     | 4       | 1     | 2  | 178  | 4e  |
| Totaal  | Totaal | Totaal   | Totaal                            | 165   | 10    | 37      | 9     | 7  | 1420 |     |

#### Per klasse
| Klasse | Seizoenen  | 1e GP      | 1e podium      | 1e winst         | Races | Winst | Podiums | Poles | SR | Ptn  | Kampioen |
| ------ | ---------- | ---------- | -------------- | ---------------- | ----- | ----- | ------- | ----- | -- | ---- | -------- |
| Moto3  | 2015-2018  | Qatar 2015 | Japan 2017     | Argentinië 2018  | 40    | 3     | 10      | 2     | 0  | 234  | 0        |
| Moto2  | 2019-2021  | Qatar 2019 | Andalusië 2020 | Stiermarken 2020 | 52    | 3     | 14      | 2     | 1  | 415  | 0        |
| MotoGP | 2022-heden | Qatar 2022 | Nederland 2022 | Argentinië 2023  | 73    | 4     | 13      | 5     | 6  | 771  | 0        |
| Totaal | 2015-heden | 2015-heden | 2015-heden     | 2015-heden       | 165   | 10    | 37      | 9     | 7  | 1420 | 0        |

#### Races per jaar
(vetgedrukt betekent pole positie; cursief betekent snelste ronde; 1–9 betekent positie in de sprintrace)
| Jaar | Klasse | Motor    | 1       | 2        | 3       | 4        | 5       | 6       | 7      | 8       | 9        | 10      | 11       | 12      | 13      | 14     | 15     | 16      | 17      | 18       | 19     | 20       | 21  | 22  | Pos | Ptn  |
| ---- | ------ | -------- | ------- | -------- | ------- | -------- | ------- | ------- | ------ | ------- | -------- | ------- | -------- | ------- | ------- | ------ | ------ | ------- | ------- | -------- | ------ | -------- | --- | --- | --- | ---- |
| 2015 | Moto3  | Mahindra | QAT 26  | AME      | ARG     | SPA      | FRA     | ITA DNF | CAT    | NED     | DUI      | INP     | TSJ      | GBR     | SMR     | ARA    | JPN    | AUS     | MAL     | VAL      |        |          |     |     | NC  | 0    |
| 2016 | Moto3  | Mahindra | QAT     | ARG      | AME     | SPA      | FRA     | ITA     | CAT    | NED     | DUI      | OOS DNF | TSJ      | GBR 24  | SMR     | ARA    | JPN    | AUS     | MAL     | VAL      |        |          |     |     | 47  | 0    |
| 2017 | Moto3  | Mahindra | QAT 25  | ARG 19   | AME 17  | SPA DNF  | FRA 15  | ITA 17  | CAT 14 | NED 16  | DUI 15   | TSJ 22  | OOS DNF  | GBR 19  | SMR DNF | ARA 19 | JPN 3  | AUS DNF | MAL 19  | VAL 28   |        |          |     |     | 23  | 20   |
| 2018 | Moto3  | KTM      | QAT 14  | ARG 1    | AME 3   | SPA 2    | FRA DNF | ITA 2   | CAT 2  | NED DNF | DUI 2    | TSJ 6   | OOS 1    | GBR C   | SMR DNF | ARA 2  | THA NC | JPN 1   | AUS DNF | MAL 5    | VAL 20 |          |     |     | 3   | 214  |
| 2019 | Moto2  | KTM      | QAT 26  | ARG 16   | AME DNF | SPA 22   | FRA 18  | ITA 23  | CAT 23 | NED 10  | DUI 19   | TSJ 12  | OOS 23   | GBR 19  | SMR DNF | ARA 15 | THA 10 | JPN DNF | AUS DNF | MAL DNF  | VAL 19 |          |     |     | 23  | 17   |
| 2020 | Moto2  | Kalex    | QAT 12  | SPA DNF  | AND 3   | TSJ 6    | OOS 6   | STI 1   | SMR 2  | EMI 2   | CAT 7    | FRA 3   | ARA DNF  | TER DNF | EUR 1   | VAL 3  | POR 4  |         |         |          |        |          |     |     | 4   | 184  |
| 2021 | Moto2  | Kalex    | QAT 4   | DOH 4    | POR 6   | SPA 2    | FRA 3   | ITA 3   | CAT 4  | DUI 3   | NED 5    | STI 1   | OOS 10   | GBR 2   | ARA DNF | SMR 5  | AME 3  | EMI DNF | ALG 8   | VAL 20   |        |          |     |     | 3   | 214  |
| 2022 | MotoGP | Ducati   | QAT DNF | INA 20   | ARG 9   | AME DNF  | POR 15  | SPA 9   | FRA 12 | ITA 5   | CAT DNF  | DUI 11  | NED 2    | GBR 10  | OOS 9   | SMR 17 | ARA 10 | JPN 10  | THA 16  | AUS 4    | MAL 4  | VAL 11   |     |     | 14  | 111  |
| 2023 | MotoGP | Ducati   | POR 3   | ARG 12   | AME 6   | SPA DNF9 | FRA 17  | ITA 82  | DUI 47 | NED 21  | GBR DNF2 | OOS 3   | CAT 128  | SMR 2   | IND 15  | JPN 46 | INA 53 | AUS 6   | THA 4   | MAL 67   | QAT 13 | VAL DNF7 |     |     | 3   | 329  |
| 2024 | MotoGP | Ducati   | QAT 14  | POR 6    | AME 8   | SPA 3    | FRA DNF | CAT 119 | ITA 13 | NED DNF | DUI 8    | GBR 8   | OOS 68   | ARA 7   | SMR 5   | EMI 48 | INA 54 | JPN 7   | AUS 19  | THA DNF7 | MAL 9  | SOL 98   |     |     | 12  | 153  |
| 2025 | MotoGP | Aprilia  | THA 6   | ARG DNF6 | AME 6   | QAT 9    | SPA 148 | FRA 14  | GBR 14 | ARA 8   | ITA 56   | NED 23  | DUI DNF2 | TSJ 24  | OOS 34  | HON    | CAT    | SMR     | JPN     | INA      | AUS    | MAL      | POR | VAL | 4*  | 178* |

* Seizoen nog bezig.